# Pupella Maggio
Pupella Maggio (gebürtig: Giustina Maggio; * 24. April 1910 in Neapel; † 8. Dezember 1999 in Rom) war eine italienische Film- und Theaterschauspielerin.

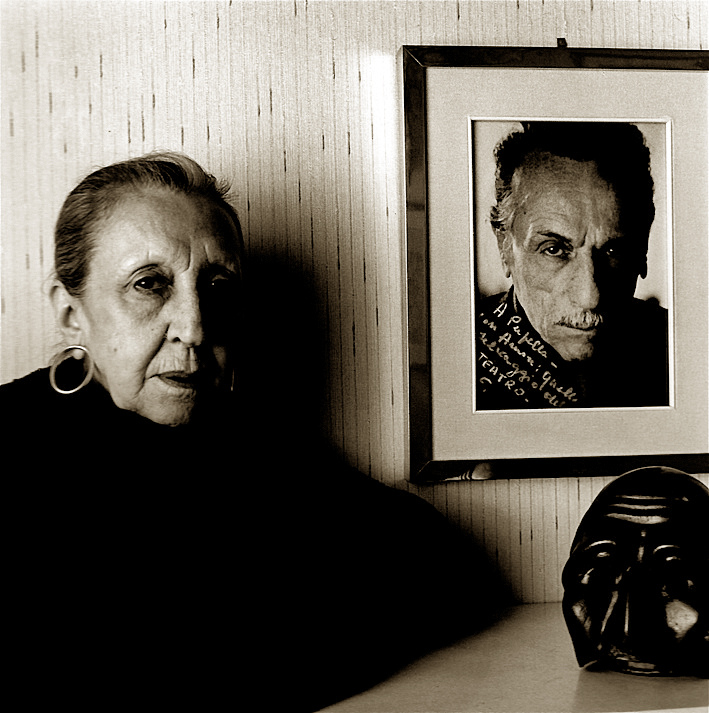
Porträt von Pupella Maggio – Augusto De Luca

## Leben
Pupella Maggio wurde in eine kinderreiche Familie hinein geboren; sie hatte 15 Geschwister. Von ihnen wurden Enzo Maggio (1902–1973), Beniamino Maggio (1907–1990), Dante Maggio (1909–1992) und Rosalia Maggio (1921–1995) ebenfalls Schauspieler. Ihre Eltern waren der Schauspieler Domenico Maggio (1879–1943) und Antonietta Gravante († 1940), Erbin eines italienischen Zirkusunternehmens.
Pupella Maggios Karriere als Schauspielerin begann bereits im Alter von zwei Jahren, als sie an der Seite ihres Vaters im Theaterstück La Pupa Movibile zu sehen war. Die Schule brach sie frühzeitig ab und stand so bereits früh auf der Theaterbühne. Nach dem Ableben ihrer Eltern – ihre Mutter starb 1940, drei Jahre danach ihr Vater – verließ sie kurzzeitig die Schauspielerei und zog nach Rom. Sie beherbergte einige Wochen jüdische Verfolgte in ihrer Wohnung, und musste, als das Versteck verraten und entdeckt wurde, fliehen. Sie fand danach kurze Zeit Arbeit in einem Stahlwerk in Terni und kam in den letzten beiden Kriegsjahren über Neapel und Mailand schließlich nach Rom. Hier arbeitete sie an der Seite ihrer Schwester Rosalie für kurze Zeit als Redakteurin für Teatro Nuovo, ein kleines Theatermagazin.
In Mailand, wohin sie bald nach dem Krieg gezogen war, lernte sie den Schauspieler Eduardo De Filippo kennen, der sie förderte, und der sie 1954 in dessen Theater Scarpettiana auftreten ließ. 1959 wurde sie die Leitende Darstellerin des Theaters, und in weiterer Folge in Neapel und Umgebung populär.
1962 trat Pupella Maggio zum ersten und einzigen Mal in ihrem Leben vor den Traualtar; doch die Ehe mit Luigi Dell’Isola wurde 1976 geschieden. Die beiden bekamen eine gemeinsame Tochter.
Ihre Filmkarriere, die im Jahr 1947 in einer kleinen Nebenrolle in Sperduti nel buio von Regisseur Camillo Mastrocinque begonnen hatte, begann erst ab den 1960er Jahren zu fruchten. So verpflichteten namhafte Regisseure wie Marcello Mastroianni, Nanni Loy und selbst der US-Amerikaner John Huston Maggio für ihre Spielfilme. In Die Bibel, einem Bibelfilm aus dem Jahr 1966, verkörperte sie die Frau des Patriarchen Noach, der wiederum von Huston verkörpert wurde. 1973 stand sie unter der Regie von Federico Fellini in Amarcord vor der Kamera; ein Film, der 1975 mit dem Oscar als Bester fremdsprachiger Film ausgezeichnet wurde.
Ab 1979 war Maggio vermehrt als Theaterregisseurin tätig.
Nach einem Autounfall, in den Maggio am 1. April 1987 verwickelt war, zog sie sich vermehrt in ihr Privatleben nach Todi zurück. Einen ihrer letzten Filmauftritte wagte sie 1988 in Cinema Paradiso von Giuseppe Tornatore.
1997, kurz vor ihrem Tod, publizierte sie unter dem Titel Poca luce in tanto spazio ihre Autobiografie.
Pupella Maggio starb am 8. Dezember 1999, im Alter von 89 Jahren, im Sandro Pertini Hospital in Rom an einer Hirnblutung.

## Filmografie (Auswahl)
- 1947: Il passatore
- 1958: Mogli pericolose
- 1959: Terror in Oklahoma (Il terrore dell'Oklahoma)
- 1960: Und dennoch leben sie (La Ciociara)
- 1962: Die vier Tage von Neapel (Le quattro giornate di Napoli)
- 1966: Die Bibel (The Bible: In the Beginning…)
- 1972: Die Valachi Papiere (The Valachi Papers)
- 1973: Amarcord (Amarcord)
- 1980: Panagulis vive (Fernseh-Miniserie, vier Folgen)
- 1988: Cinema Paradiso (Nuovo Cinema Paradiso)
- 1988: Bandellis Alibi (I giorni del commissario Ambrosio)
- 1988: Die Römerin (La romana; Fernseh-Miniserie, drei Folgen)
- 1990: Samstag, Sonntag, Montag (Sabato, domenica e lunedì)
- 2002: Fate come noi (posthum veröffentlicht)

## Auszeichnungen
- 1969: Nastro d’Argento als Beste Nebendarstellerin für Il medico della mutua